# Tuzla – Stari grad
Stari grad je mjesna zajednica grada Tuzle.

## Zemljopisni položaj
Nalazi se sjeverno od rijeke Jale. Okružuju ga Slatina, Kicelj, Borić, Srpska varoš, Centar, Goli brijeg, Kula i Brdo.

## Stanovništvo
Spada u urbano područje općine Tuzle. U njemu je 31. prosinca 2006. godine prema statističkim procjenama živjelo 5.760 stanovnika u 1.713 domaćinstava.